# Isar
Isar es una localidad y un municipio situado en la provincia de Burgos, en la comunidad autónoma de Castilla y León (España), comarca de Odra-Pisuerga, partido judicial de Burgos, cabecera del ayuntamiento de su nombre.

## Geografía
La localidad se encuentra situada en la provincia de Burgos, a 23 km al oeste de Burgos, con una superficie de 66,42 km², junto al río Hormazuelas (afluente del Arlanzón), y cuenta con una población de 386 habitantes según datos proporcionados por el INE, en el 2008. 
Las siguientes localidades son pedáneas a Isar: Palacios de Benaver, Cañizar de Argaño y Villorejo.

### Comunicaciones
- Carretera: Autovía A-231, conocida como Camino de Santiago con salida en el punto kilométrico 145.

A través de la carretera BU-406, a 1,5 km. se encuentra Isar.
Otro de los accesos a esta localidad se realiza a través de la Autovía 62 (A-62) en el municipio de Estépar. Tras abandonar aquella en ese punto kilométrico y circular por la carretera BU-V-4043, se enlaza con el vial BU-406, en Isar. Este recorrido desde el pueblo de Estépar hasta este destino tiene una longitud aproximada de 10 km.

## Toponimia
El nombre de Isar proviene de la palabra Yessar, terreno abundante en mineral de yeso. En el municipio había explotaciones de este mineral.

## Historia
Se cita a Isar en un privilegio de 1068, de Sancho II, para restaurar la antigua sede de Oca.
En el siglo XIII también se le llamaba Cámara de los Manriques, pues aquí tenían su torreón en el que habitualmente residían.
Durante la Baja Edad Media y el Antiguo Régimen, el municipio de Isar formó parte de los vastos señoríos de los marqueses de Aguilar de Campoo.
Lugar que formaba parte, del Valle y Cuadrilla de Santibáñez en el Partido de Castrojeriz, uno de los catorce que formaban la Intendencia de Burgos, durante el periodo comprendido entre 1785 y 1833, en el Censo de Floridablanca de 1787, jurisdicción de realengo con alcalde pedáneo.

## Demografía
Isar cuenta con una población de 285 habitantes (INE 2024).
| Gráfica de evolución demográfica de Isar entre 1842 y 2021 |
| |
| Población de derecho según los censos de población del INE Población de hecho según los censos de población del INEEn este censo se denominaba Ivar: 1842. Entre el censo de 1981 y el anterior, crece el término del municipio porque incorpora a Cañizar de Argaño, Palacios de Benaver, Villorejo. |

### Población por núcleos
Desglose de población según el Padrón Continuo por Unidad Poblacional del INE.
| Núcleos             | Habitantes (2013) | Varones | Mujeres |
| ------------------- | ----------------- | ------- | ------- |
| Cañizar de Argaño   | 117               | 61      | 56      |
| Isar                | 87                | 42      | 45      |
| Palacios de Benaver | 108               | 50      | 58      |
| Villorejo           | 51                | 28      | 23      |

## Economía

### Evolución de la deuda viva
El concepto de deuda viva contempla sólo las deudas con cajas y bancos relativas a créditos financieros, valores de renta fija y préstamos o créditos transferidos a terceros, excluyéndose, por tanto, la deuda comercial.
Entre los años 2008 a 2014 este ayuntamiento no ha tenido deuda viva.